# Associació Gironina de Teatre
L'Associació Gironina de Teatre, creada en 1993, agrupa un col·lectiu de professionals relacionats amb el món de les arts escèniques de les comarques gironines. Té un servei d'assessorament de totes les fases de producció dels espectacles, cessió de vestuari, sales d'assaig, i una biblioteca teatral.
L'associació va crear el 2013 el Premi de l'AGT, que posteriorment va desdoblar-se en el Premi Pep Mora (dedicat a institucions) i el propi Premi de l'AGT dedicat a produccions en particular.
L'AGT coordina l'Escola de Teatre El Galliner, que organitza cursos de teatre i altres activitats escèniques puntuals. AGT i El Galliner van crear el projecte La Ponedora, una escola de teatre dirigida a desenvolupar habilitats comunicatives. Des de 2010 organitzaven «Les nits del Coro» un cicle d'expectacles de petit format, que el 2014 va esdevenir «Xarxa Gironina de Cafè Teatre» a la qual es van associar municipis de la província que organitzen espectacles intinerants d'octubre a juliol. Encara ocupen un espai a la Casa de Cultura de la Diputació de Girona, però l'haurien d'abandonar a mitjan 2023. El 2022, aquesta escola va rebre el XXXVI Premi a la Normalització Lingüística i Cultural.
El seu fons documental fins 2008 es conserva a l'arxiu municipal de Girona «una part important de la història del teatre» segons l'aleshores batlle de la ciutat, Carles Puigdemont.